# Camponotus marginatus
Camponotus marginatus é uma espécie de inseto do gênero Camponotus, pertencente à família Formicidae.